# Arūpaloka
Dans le bouddhisme, arūpaloka ou arupadhatu: le monde du sans forme est un des trois mondes de la cosmologie bouddhiste, le domaine de l'immatériel. C'est le royaume divin le plus élevé, où les êtres ont coupé tout attachement pour les objets des mondes du désir et de la forme, mais restent fixés au bonheur procuré par la méditation. Ils n'ont pas de corps, ayant transcendé la forme, ce qui les rend incapables d'entendre le Dharma et de parvenir à une libération.
Ce monde correspond aux états de conscience induits par les arūpajhana, à partir du quatrième dhyāna. On distingue quatre sphères différentes :
- la sphère de l'espace infini (ākāsanancâyatana) ;
- la sphère de la conscience infinie (viññanancâyatana) ;
- la sphère du Néant (akiñcaññâyatana) ;
- la sphère sans perception ni non-perception (nevasaññanasaññâyatana).